# Vonda N. McIntyre
Vonda Neel McIntyre (ur. 28 sierpnia 1948 w Louisville, zm. 1 kwietnia 2019 w Seattle) – amerykańska autorka powieści i opowiadań z gatunku science fiction.

## Życiorys
Laureatka Nagrody Hugo w 1979 za powieść Dreamsnake oraz Nagrody Nebula w 1973 za opowiadanie Z Trawy, i Mgły, i Piasku (Of Mist, and Grass, and Sand), w 1978 za powieść Dreamsnake oraz w 1997 za The Moon and the Sun.

## Powieści

### SeriaStarfarers
- Starfarers, 1989
- Transition, 1990
- Metaphase, 1992
- Nautilus, 1994

### Inne powieści
- The Exile Waiting, 1975
- Opiekun snu, 1991; Wąż snu, 1999 (Dreamsnake, 1978)
- Entropy Effect, 1981
- The Bride, 1985
- Barbary, 1986
- Screwtop, 1989
- Kryształowa gwiazda, 1996 (Star Wars: The Crystal Star, 1994)
- Księżyc i Słońce, 1999 (Moon and the Sun, 1997)
- Duty, Honor, Redemption, 2004

### Zbiory opowiadań
- Ognista powódź (Fireflood and other stories, 1979)